# Splendeuptychia cosmophhila
Splendeuptychia cosmophhila är en fjärilsart som beskrevs av Jacob Hübner 1823. Splendeuptychia cosmophhila ingår i släktet Splendeuptychia och familjen praktfjärilar. Inga underarter finns listade i Catalogue of Life.